# Снежная страна
«Снежная страна» (яп. 雪国 Юкигуни) — первый роман японского писателя Ясунари Кавабата. Роман по праву считают классикой мировой литературы.

## Содержание
Япония 30-х годов. Главный герой — Симамура, мужчина средних лет, едет в «снежную страну», чтобы повидать красивую молодую женщину — Комако. Однако, в поезде он встречает ещё одну девушку — Йоко, которая всю дорогу ухаживает за больным мужчиной. Симамура не может понять, кем они приходятся друг другу. Девушка и её спутник сходят с поезда на той же станции, что и Симамура, так что когда герой ехал в машине мимо утопающих в снегу домов, он стал расспрашивать сотрудника гостиницы об этой незнакомке и быстро осознаёт, что «в зеркале, на фоне вечернего пейзажа, он видел Йоко, ухаживающую за больным сыном хозяйки дома, где живёт женщина, ради которой он сюда приехал…»
Он встречает Комако в гостинице. Она не упрекает его в том, что его долго не было. Герой понимает, что девушка влюблена в него. Когда Симамура решает задать вопрос о Йоко, его спутница старается обойти его стороной, рассказывая о больном сыне учителя танцев. Вскоре он понимает, что Комако и Йоко недолюбливают друг друга.
Когда пришло время отъезда, Комако пришла провожать Симамуру. Внезапно прибегает Йоко и говорит, что сын хозяйки умирает и просит Комако идти с ней. Комако отказывается.
Приехав через год, Симамура спрашивает Комако, что стало с сыном учительницы. «Умер, что же ещё», — отвечает она. Йоко часто ходит на могилу, куда не наведывается Комако.
Симамура решил как-то раз объехать места производства крепа. Когда он возвращался назад в город, он услышал звуки набата и увидел горящее здание. Вдруг сверху падает женское тело. Это была Йоко. «Симамура почему-то не почувствовал смерти, … словно жизнь Иоко, выйдя из её тела, вошла в его тело». Комако бросается к Йоко. Симамура хочет броситься к ней, но его оттесняют, и, когда он поднимает глаза, он видит, как Млечный Путь надвигается прямо на него.

## Комако и Йоко
В произведении Ясунари Кавабата «Снежная Страна» описываются образы двух женщин: Комако и Йоко.
- Комако — 21-летняя любовница Симамуры — девушка непревзойдённой «чистой» красоты и сильного характера. Комако была гейшей. Своё прозвище «чистая красота» она получила благодаря своей белоснежной коже и ярким губам, которые, казалось, «цвели как бутон». У неё были красивые чёрные волосы, правильные черты лица и кожа была шёлковой, как у куколки шёлкопряда. Для Симамуры её внешность была холодной и обычной. Она замечательно играла на сямисэне, вела дневник, где записывала не только свои чувства и впечатления, но и конспектировала каждое прочитанное произведение. Что касается внутренних качеств героини, то можно выделить уверенность в себе, чувственность, которую, казалось, она хотела в себе подавить, самолюбие, так как она не хотела мучить себя, ради того, чтобы быстро отработать контракт; она была способна полностью отдаться эмоциям и чувствам. Комако воплощает женственную чувственность, всю силу земной любви, страсти и преданности любимому человеку.
- Йоко — девушка 19-20 лет — обладательница необычной внешности. Она хоть и не отличалась яркостью, «но было в ней какое-то особое очарование». Даже от её наряда «веяло покоем и тишиной». «Её голос был до боли прекрасен. Казалось, он рассыпается эхом по снежной простыне ночи, но не теряет своего высокого звучания» — пишет автор. Для Симамуры она была олицетворением нереального мира, мира зеркального отражения. Образ Йоко — добрый и светлый. Она родилась в здешних местах и всегда была готова пожертвовать собой ради других. Йоко заботилась о сыне хозяйки с теплотой и любовью, жертвуя своей молодостью ради него. Её же самолюбие, в противопоставлении Комако, было где-то очень глубоко в душе, скрываемое её терпением, душевностью и способностью сострадать. Поэтому Йоко можно смело назвать воплощением образа жертвы.

Комако и Йоко объединяет не только то, что они были обе красивы и интересны, но и то, что они умели искренне, по-настоящему любить, отдавая себя полностью. На примере этих двух образов Ясунари Кавабата создает внутренний пейзаж родной страны: чистой, внешне холодной, сдержанной и церемониальной, а внутренне пламенной и эмоциональной, ведь недаром сквозными символами повести становятся символы огня и снега, которые даны в неразрывном переплетении (например, наложение далекого огонька на фоне снежного пейзажа и отражения лица Йоко на стекле вагона поезда, или же горячая кожа или дыхание Комако и её всегда холодные волосы).